# バター餅 (ハワイの菓子)
バター餅（バターもち、英語: butter mochi）とは、ココナッツミルク、もち米の粉末（餅粉）、砂糖、バター、卵から作られるケーキである。ハワイ島発祥のケーキであり、ハワイ料理の一例として挙げられる。日本の秋田県にも同名の郷土菓子が存在するが、ついた餅をバターなどの材料と混ぜてこねあげる秋田県のバター餅と製法は全く異なっている。

## 特徴
バター餅は「ケーキと餅の組み合わせ」と表現されることもあり、もっちりとした食感があるものの、卵やバターといった伝統的なケーキの材料と、ベーキングパウダーによる気体膨脹の効果が加わっているため、餅特有の食感はそれほど強く感じられない。材料のバター、砂糖、卵、牛乳の比率によって食感が決まり、カスタードのように緩い、あるいはパウンドケーキのようにしっかりした食感のケーキにもなりうる。生乳、無糖練乳、ココナッツミルク、成分調整乳など、生地の調合に用するミルクの種類を変えることで風味が変わり、ナッツ類やキャラメルのような風味になることもある。
バター餅は蒸すのではなく焼き上げる(ベーキング)ため、ブロンディやチーズパイに似た色と食感になる。

## 歴史
バター餅の正確な起源は不明である。『ニューヨーク・タイムズ』によれば、ハワイ諸島全域のコミュニティの料理本にバター餅のレシピが存在し、その中には数世代前に遡るレシピも含まれている。この料理の主材料であるモチ米粉は日本人移民によってもたらされた、ハワイの主要なでんぷん源であり、この料理を日本起源とする説もある。しかし、レイチェル・ローダンによると、材料の組み合わせと調理方法のどちらも伝統的な日本料理の調理法と大きく異なることを挙げ、ガス・電力会社からオーブンの販売促進策を求められた、ハワイ現地の家政学者が考案したと推測している。
また、フィリピン料理の同名のケーキであるビビンカがバター餅の原形だという説が挙げられており、ビビンカという言葉はバター餅の別称としても使われている。現代のハワイの料理本には、日本の菓子のように餡を加えたバター餅、フィリピン料理のように黒豆やチーズを加えたバター餅、ココアパウダーを加えるハオレの影響を受けたバター餅など、様々な文化の影響を受けたレシピが見受けられる。